# 雇用市

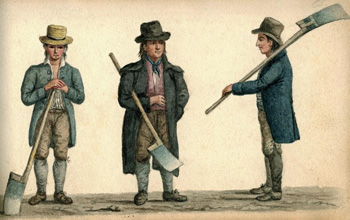

雇用市（こよういち）又はモップ市は14世紀から20世紀初めごろまでイギリスで行われた年毎の使用人の雇用を決める市（いち）。雇用市は、黒死病の結果生じた労働者不足を受けてイングランド王エドワード3世が制定した1351年労働規制法により始まった。秋、特にミカエル祭の日（9月29日）、後にグレゴリオ暦が用いられるようになってからは10月10日に行われることが多かった。
雇用を求める者は自分の職業を示す道具（家事手伝いであればモップ）を目印として持ち、雇用者にアピールした。市に合わせて屋台や見世物も行われた。